# Raffey Cassidy

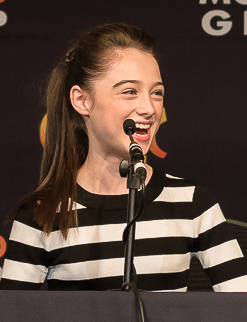
Raffey Cassidy (2015)

Raffey Cassidy (* 12. November 2001 in Worsley, Salford, England) ist eine britische Schauspielerin.

## Karriere
Raffey Cassidy spielte sowohl in Tim Burtons Dark Shadows als auch in Rupert Sanders’ Snow White and the Huntsman die junge Version einer der Hauptdarstellerinnen (Eva Green bzw. Kristen Stewart). Daneben war sie noch in den Fernsehserien 32 Brinkburn Street (2011) und Mr Selfridge (2013) zu sehen. 2015 war sie in dem Science-Fiction-Film A World Beyond sowie in dem Familienfilm Molly Moon in jeweils einer der Hauptrollen zu sehen.

## Filmografie (Auswahl)
- 2011: 32 Brinkburn Street (Fernsehserie, 5 Episoden)
- 2012: Dark Shadows
- 2012: Snow White and the Huntsman
- 2013: Mr Selfridge (Fernsehserie, 9 Episoden)
- 2015: Molly Moon (Molly Moon and the Incredible Book of Hypnotism)
- 2015: A World Beyond (Tomorrowland)
- 2017: The Killing of a Sacred Deer
- 2018: Vox Lux
- 2019: The Other Lamb
- 2020: Nightwalk (Kurzfilm)
- 2022: Weißes Rauschen (White Noise)
- 2024: Der Brutalist (The Brutalist)

## Diskografie
Singles
- 2018: Alive